# Café Beaufort
Le café Beaufort ou café des Arts et Métiers est une guinguette située à l'angle du cours Saint-Louis et du cours des Arts et Métiers à Aix-en-Provence entre le XIXe siècle et le XXe siècle.
Outre le fait qu'il était le lieu de rencontre de la jeunesse artistique aixoise, il abritait aussi le siège de la Jeunesse républicaine aixoise. Il y régnait une ambiance d'exubérance mêlée de tapage. De nombreux artistes l'ont fréquenté, comme Philippe Solari, Joseph Ravaisou, Achille Emperaire, Germain Nouveau, Joachim Gasquet. Paul Cézanne s'y rendait régulièrement.